# The Path
The Path (El Sendero en Español) es un videojuego perteneciente al género de Terror psicológico y del arte del horror, del año 2009 desarrollado por Tale of Tales para el sistema operativo Microsoft Windows y más tarde se hizo disponible para Mac OS X por TransGaming Technologies. 
Se inspira en varias versiones del cuento de hadas de la Caperucita Roja, y por tropos y convenciones en general del folclore, pero establecido en la época contemporánea. La versión original de Windows fue lanzada el 18 de marzo de 2009 en Inglés y holandés. El jugador puede optar por controlar a una de las seis diferentes hermanas, que se envían una por una a hacer recados por su madre a ver a su abuela enferma. El jugador puede elegir si quedarse en el camino o para pasear, donde los lobos están al acecho.

## Argumento
El juego comienza en un apartamento. Al jugador se le muestran seis hermanas para elegir y no se da ninguna información sobre ellas que no sea su nombre. Cuando el jugador selecciona una chica, comienza el viaje. 
El jugador tiene el control de la chica, y se instruyó: "Ve a la casa de la abuela y debes mantenerte en el sendero." 
A medida que el jugador explora, se encuentran diversos elementos esparcidos alrededor. Para una chica para recoger o examinar un objeto, el jugador tiene que hacer un clic en el botón de la interacción o mover lo suficiente cerca para una imagen superpuesta del objeto que aparezca en la pantalla, a continuación, dejar de lado los controles. El personaje interactuará y una imagen aparecerá en la pantalla, lo que indica lo que se ha desbloqueado; cada artículo se encuentra con una chica en el bosque muestra en una forma u otra en la casa de la abuela, y algunos de los objetos se abren habitaciones totalmente nuevas. También aparecerá Pequeño texto, un pensamiento de carácter actual. Algunos elementos sólo se pueden recoger de una vez y no aparecen en las siguientes ejecuciones. Sin embargo, cada personaje va a decir algo diferente sobre un objeto, por lo que el jugador tiene la opción de acceder a una "canasta" para ver lo que han recogido. 
No es necesario para encontrar el Lobo. En este juego, no hay requisitos pero el final en la casa de la abuela ¿Cambia drásticamente después del encuentro de lobo. La niña se encuentra con el lobo, hay una breve escena de corte, y la pantalla se pone en negro. Después, la chica está tumbada en el camino frente a la casa de la abuela. 
Cuando el jugador entra en la casa de la abuela, el estilo de juego cambia. Ahora se encuentra en primera persona y el personaje se mueve hacia adelante a lo largo de una trayectoria predeterminada. Si el jugador llegó allí sin interactuar con el lobo, que llegan de forma segura, acogedor junto a la abuela y se envían de vuelta al apartamento. La muchacha el jugador guiada seguirá ahí, y puede ser jugado de nuevo. Si el jugador lo hizo ir al lobo, entonces todo en la casa es más oscuro, y si el jugador permanece inmóvil durante mucho tiempo, la oscuridad nubla la pantalla, y algo gruñe. Dependiendo de la chica, las puertas están rayados o muebles volcados y rotos, o extraños hilos negros están cubiertas a través de todo. En lugar de acabar con la abuela, los crescendos de la música como el jugador entra en una habitación surrealista final antes de caer, y las cosas negro de nuevo. Imágenes destellan en la pantalla, con la niña de ser atacado por su lobo, antes de que el jugador se trasladó de nuevo en el apartamento. La muchacha jugada no está allí, y permanecerá ausente. 
Cuando todas las chicas se han encontrado con sus lobos, una niña con un vestido blanco, que se podría encontrar con anterioridad por las hermanas, se convierte en jugable y visita la casa de la abuela. La niña se trasladará a través de la casa, ahora una combinación de todas las habitaciones del final de las chicas anteriores que terminan en la sala del no-lobo. Al llegar a la abuela, la joven aparece en el apartamento cubierto de sangre, pero viva. Las hermanas regresan a través de la puerta y el juego comienza de nuevo. 

## Personajes
- Robin es la hermana más joven y el más tradicional de Caperucita Roja. Ella tiene 9 años, y al parecer está intrigado por los misterios de la selva, y apenas comienza a envolver su cabeza en torno al concepto de la muerte. Ella también lleva una capa con capucha de color rojo. Su lobo es una criatura del tipo hombre-lobo.

- Rose tiene 11 años. Ella es de buen corazón y madurado, que tiene un gusto por la naturaleza, y tiene un interés en el vuelo y el agua. Ella lleva un vestido negro. Su lobo es un humanoide extraño cubierto de nubes que levita sobre el suelo al girar.

- Ginger es de 13 años. Ella es una chica poco femenina y se divierte corriendo, golpear cosas con palos, y trepar a los árboles. Parece que no les gusta la idea de convertirse en un adulto. Ella lleva un corto puente. Su lobo es una chica parecida a la chica de blanco que juega con ella en un campo de flores.

- Ruby es de 15 años. Ella es un poco disonante, y se viste de una manera gótica. Ella tiene una pierna ortopédica y camina con una cojera, pero es más rápido que cualquiera de sus hermanas. Su lobo es un hombre joven en un parque infantil oxidado.

- Carmen tiene 17 años. Ella disfruta de la atención (sobre todo la de los hombres) y hace lo que puede para conseguirlo. Ella lleva los pantalones capri de forma ajustada y una camisa de manga larga. Su lobo es un leñador de mediana edad.

- Scarlet tiene 19 años. Ella es una chica con talento musical, que tuvo que dejar su pasión para cuidar de sus hermanas. Ella lleva un mini poncho rojo y pantalones acampanados. Ella es severa y ordenada. Su lobo es un profesor de piano.

- La chica de Blanco: Es una misteriosa chica que puede ser vista por el jugador si vagan hacia el bosque. Si la encuentran, ella lleva a las chicas de vuelta al sendero. Si todas las chicas se han encontrado con sus lobos y son injugables, ella se convierte en jugable. Ella no tiene ningún lobo o encuentros especiales propios. En la versión demo de El Sendero, ella es la única opción jugable.

## Desarrollo
El Sendero fue anunciado por primera vez en el cuento de los cuentos foro Diseño Juego el 16 de marzo de 2006 bajo el título de trabajo 144, en el patrón de su-por primera vez, en hiatus "Tale of Tales" 8 (elegido para el universal, , la naturaleza independiente del lenguaje de los números árabes). Este número se refería originalmente a los seis períodos de 24 horas de los seis días en que se creó el juego, pero en la versión publicada se refiere a las 144 flores de monedas.
Según el desarrollador, el juego no está pensado para ser jugado en el sentido tradicional, ya que no existe una estrategia ganadora. De hecho, gran parte del juego requiere que el jugador a elegir el camino de derrotas para las hermanas a ejecutar en los encuentros que ellos (y el jugador) están destinados a experimentar. Incluso las narrativas de la historia no son las típicas de un juego, según ha explicado el desarrollador, "Nosotros no somos contadores de historias en el sentido tradicional de la palabra. En el sentido que conocemos una historia y queremos compartirlo con ustedes. Nuestro el trabajo es más acerca de la exploración del potencial narrativo de una situación. creamos sólo la situación. Y la historia real surge de la reproducción, en parte en el juego, en parte, en la mente del jugador. "

## Recepción
Iain McCafferty de Videogamer.com llamó a El Sendero "un trabajo enormemente significativo en términos de lo que un videojuego puede ser más allá del reino del entretenimiento desechable" y "potencialmente un momento seminal en los videojuegos". Afirmó que "pasarán años antes de que un juego hecho por las casas de software de gran presupuesto como Ubisoft o EA sea lo suficientemente valiente como para intentar algo remotamente similar, pero El Sendero muestra signos prometedores de que los juegos están comenzando a crecer".
Heather Chaplin de Filmmaker Magazine señaló lo singularmente femenino que es el Sendero: "Para mí, El Sendero es una línea notablemente fina que separa la infancia de la adultez, la inocencia del cinismo, y cómo la mayoría de las cosas no son en blanco y negro en la vida".
Tim Martin de The Daily Telegraph citó El Sendero como un ejemplo reciente de una "experimentación vigorosa con técnicas de narrativa". Lo comparó con "una novela de Angela Carter, como desviada a través de Los Sims".
Justin McElroy de Engadget comentó sobre la mecánica del juego: "Obtienes una instrucción en el juego y debes ignorarla. Ese es el tipo de experiencia de la que estamos hablando aquí. Una vez que salgas del sendero encontrarás innumerables cosas espeluznantes, pero muy bien representados en experiencias en las que tomar parte, pero nunca se te da ninguna orientación sobre cuál es el objetivo de todo esto. Básicamente, es un juego abstracto". Mike Gust de Tap Repetidamente llamó a El Sendero" una especie de anti-juego", "un juego dado vuelta al servicio de algo profundamente personal, humano e inquietante".
John Walker de RockPaperShotGun comentó "No me gusta el juego", pero señaló que esto "no es una crítica. En todo caso, es el cumplido más grande que podría pagar. Si bien hay bosques espeluznantes, patios abandonados, muñecas espeluznantes y muchos otros temas familiares de terror, estos no ofrecen sustos. Para mí, el horror proviene de lo que parece ser la presentación más aberrante y pesimista de la adolescencia".
Steven Poole de Edge opinó que el juego es "una colección supremamente aburrida de FMV con pretensiones de interactividad que rápidamente gasta su broma sobre el control y se convierte en una tediosa capa de fantasía nihilista", aunque señala que el juego presenta un "lúgubre, Lynchian" surrealismo "y que" en su forma precaria y preciosa, El Sendero es un triunfo de la atmósfera, llegando mucho más cerca que los shocks más crudos de juegos como Silent Hill o BioShock a una dramatización de lo que Ernst Jentsch y Freud analizaron como el "extraño" En literatura."

### Premios
Una versión en etapa alfa está en curso de la trayectoria fue nominado a la Excelencia en las Artes Visuales después de ser exhibida en el Festival de Juegos Independientes en 2008. El juego también ha sido galardonado con dos premios en Bilbao, hóPLAY International Game vídeo de España Festival. El juego ganó Mejor Sonido y Mejor Diseño.